# 이진순 (경제학자)

이진순(李鎭淳, 1950년 6월 16일 ~ )은 전라남도 여천군에서 태어난 대한민국의 경제학자이다. 광주제일고등학교와 서울대학교 무역학과를 졸업했고, 미국 위스콘신 대학교 매디슨 대학원에서 경제학 박사학위를 취득했다. 
한국산업은행 조사부 조사역, 에너지경제연구원 연구팀장, 숭실대학교 경제학과 교수, 제9대 한국개발연구원 원장 등을 지냈다.